# Pont de Reuil
Le pont de Reuil, aussi appelé pont Godard, est un pont qui traverse la Marne et qui permet de relier le village de Reuil à celui de Oeuilly.
Le pont actuel, construit entre 1949 et 1950, mesure 79 m et 6 m de largeur.

## Situation et accès
Le pont se situe sur le parcours de la D601. En raison de sa faible largeur, le trafic routier est en circulation alternée.

## Caractéristiques
Long de 79 m, son architecture en arc permet de ne pas gêner la circulation fluviale.
- Type de pont : Pont en arc à tablier intermédiaire
- Construction du pont actuel : 1949 - 1950
- Matériau : Béton armé
- Longueur totale : 79 m
- Largeur totale : 6 m

## Historique
Le pont de Reuil est un pont plutôt récent. Dans l'Atlas de Trudaine se trouve le plan d'un pont avec une arche unique près d'Oeuilly, datant du XVIIIe siècle. Mais le projet n'a pas été abouti.
Le premier pont fut inauguré en 1926, sous le nom de pont Godart, un général d'armée de la région, ayant participé à la souscription publique lancée en 1912 afin de financer le chantier. Ce pont est détruit lors de la seconde guerre mondiale.
Le pont est reconstruit en béton armé en 1949 et est inauguré en 1950.